# Utricularia microcalyx
Utricularia microcalyx — вид рослин із родини пухирникових (Lentibulariaceae).

## Біоморфологічна характеристика
Ризоїди і столони капілярні, численні. Листки розкидані на столонах, зворотно-лопатоподібні, ≈ 10 × 1 мм, 1-жилкові. Пастки численні на столонах і листках, яйцеподібні, 0.4–0.8 мм завдовжки; рот крайовий з дорсальною бахромою з ≈ 5 залозистих волосків. Суцвіття прямовисне, просте, 5–30 см завдовжки. Частки чашечки нерівні, плоскі, дрібно-сосочкові, верхня часточка кругла з виїмчастою верхівкою, ≈ 1.5 мм завдовжки, нижня часточка значно менша, яйцювата або довгаста з виїмчастою верхівкою. Віночок ліловий чи блідо-блакитний з жовтою плямою на піднебінні, 7–14 мм завдовжки; верхня губа широко-яйцеподібна зі зрізаною верхівкою, у 3–5 разів довша від верхньої частки чашечки; нижня губа ниркоподібна з чітко 3-кругло-зубчастою верхівкою; шпора шилоподібна, гостра, приблизно в 1.5 раза довша за нижню губу. Коробочка куляста, 1.5–2 мм завдовжки. Насіння численне, яйцеподібне, дещо кутасте, ≈ 0.2 мм завдовжки.

## Середовище проживання
Ендемік Центральної Африки: пд. ДР Конго, Ангола, пн. Замбія.
Наземна трава, що росте в болотистих саванах; на висотах 325–2100 метрів.